# Bernie Gozier
Bernie Gozier, gebürtig Bernard Kikume Gozier, (* 21. Januar 1917 in Los Angeles, Kalifornien, USA; † 2. Oktober 1979 in San Diego, San Diego County, USA) war ein US-amerikanischer Schauspieler. Er war Sohn des Schauspielers Al Kikume.

## Leben
Mit dem Film Taifun begann Gozier seine Schauspielkarriere. Es folgten Filme wie Der Weg nach Bali, Attila, der Hunnenkönig, Der nackte Dschungel, Der Schrecken vom Amazonas und In 80 Tagen um die Welt.
Nach In 80 Tagen um die Welt trat Gozier nur noch überwiegend in Fernsehserien auf. Einige davon waren Wagon Train, Abenteuer unter Wasser, Solo für O.N.C.E.L. und Lieber Onkel Bill. Nebenbei war Gozier als Stuntman tätig.
Gozier heiratete 1947 Jane Mary Soczek und war mit ihr bis zu seinem Tod 1979 verheiratet. Er hatte zwei Kinder. Er starb im Alter von 62 Jahren an Bauchspeicheldrüsenkrebs.

## Filmografie (Auswahl)
- 1954: Der Schrecken vom Amazonas (Creature from the Black Lagoon)